# Théâtre de l'Ouest parisien
Le théâtre de l'Ouest parisien (TOP) était un théâtre situé dans la commune française de Boulogne-Billancourt.

## Histoire
Le théâtre de l'Ouest parisien ouvre ses portes en septembre 1968. Il était alors situé 60 rue de la Belle-Feuille, dans un bâtiment construit par Georges-Henri Pingusson à partir de 1966 et qui correspond de nos jours à l'actuelle salle de spectacle Carré Belle-Feuille. Il est dirigé par Pierre Vielhescaze jusqu'à sa fermeture en 1972, avec comme administrateur Mohamed Boudia, qui avait été le directeur du Théâtre national algérien (TNA), créé en 1963, et seul théâtre national du Maghreb à l'époque, qui regroupait une soixantaine d’acteurs, des metteurs en scène et des techniciens, répartis sur cinq salles.  
Pour M. Boudia, chef des opérations du FPLP en Europe, le Théâtre de l’Ouest parisien, servait de couverture à ses projets d’attentats contre Israéliens et Juifs.  
Il ouvrit de nouveau en 1974 et fut rebaptisé théâtre de Boulogne-Billancourt, ou TBB. Le théâtre fut dirigé par Jean-Pierre Grenier jusqu'en 1985, puis par Bernard Sevège, et ferma de nouveau en 1998. Il reprit le nom de théâtre de l'Ouest parisien en 2003 lors de sa réouverture place Bernard-Palissy, sous la direction de Gildas Bourdet. Olivier Meyer lui succéda en 2005,, occupant cette fonction jusqu'en 2015.
Le bâtiment actuel est une ancienne salle des fêtes, conçue par l'architecte communal Alexandre Barret et inaugurée en 1896. Elle fut réaménagée en 2002,. 
La mairie de Boulogne-Billancourt a décidé sa fermeture en juin 2015, le transformant à nouveau en salle de fête, sous le nouveau nom d’espace Bernard-Palissy.

## Programmation
La programmation du TOP se distingue par sa grande variété, des grands classiques revisités (Molière, Feydeau et Marivaux, tout particulièrement) aux créations contemporaines.

En 2007, Guillaume Gallienne crée au TOP Les garçons et Guillaume, à table !, qui connaît un vif succès. Le comédien remporte le Molière de la révélation théâtrale pour cette pièce. 

En 2010, Philippe Lanton crée au TOP la version française du Professionnel, du Serbe Dušan Kovačević, repris au théâtre des Arts de Cergy en 2011.

En 2011, Olivier Meyer lance le festival « Seules... en scène », festival de théâtre féminin : une comédienne, éventuellement accompagnée d'un musicien, tient la scène durant tout le spectacle. Parmi les premières comédiennes : Natacha Régnier avec Vivre dans le feu, Caroline Silhol avec La dernière conférence de Vivien Leigh, Faïza Kaddour avec Le frichti de Fatou, Marie-Armelle Deguy avec La princesse de Montpensier... Deuxième édition prévue en mai 2012.

## Accès
Ce site est desservi par les stations de métro Boulogne - Pont de Saint-Cloud et Boulogne - Jean Jaurès.